# National Trusts ejendomme i Wales
National Trusts ejendomme i Wales er en række historiske bygninger, museer, naturskønne områder eller andre ejendomme som ejes eller drives af National Trust. National Trust er en organisasjon som arbeider for bevaring af bygninger af historisk betydning eller urørt natur.

## Anglesey
- Plas Newydd

## Carmarthenshire
- Aberdeunant
- Dinefwr Park
- Dolaucothi gullgruve

## Ceredigion
- Llanerchaeron
- Mwnt

## Conwy
- Aberconwy House
- Bodnant Garden
- Conwy hængebro
- Ty Mawr Wybrnant
- Ty'n y Coed Uchaf

## Gwynedd
- Bwthyn Llywelyn
- Penrhyn Castle
- Plas yn Rhiw
- Segontium

## Monmouthshire
- Kymin
- Skenfrith Castle

## Neath & Port Talbot
- Aberdulais Falls
- Sgwd Henrhyd

## Pembrokeshire
- Barafundle
- Broadhaven
- Cilgerran Castle
- Colby Woodland Garden
- Marloes Sands
- Martin's Haven
- Penbryn Beach
- Stackpole
- St Davids Visitor Centre
- Tudor Merchant's House, Tenby (Dinbych-y-Pysgod)

## Powys
- Powis Castle

## Swansea
- Strand- og klippeområde ved Rhossili

## Wrexham
- Chirk Castle
- Erddig